# Théo Fages

a Compétitions nationales et continentales officielles uniquement.

b Matchs officiels uniquement.
Théodore Fages dit Théo Fages, né le 23 août 1994 à Perpignan, est un joueur international français de rugby à XIII évoluant au poste de demi de mêlée ou de demi d'ouverture dans les années 2010 et 2020.
Formé au rugby à XIII dès son plus jeune âge à seize ans au sein du club de S.M. Pia où a évolué son père également international français de rugby à XIII dans les années 1990, Pascal Fages, Theo Fages part durant son adolescence en Angleterre pour finir sa formation au sein des Salford City Reds. Avec ce dernier, il dispute ses trois premières saisons de Super League entre 2013 et 2015, puis rejoint l'un des plus grands clubs du Championnat, St-Helens. Il reste six années (2016-2021) dans ce club remportant à trois reprises la Super League en 2019, 2020 et 2021, ainsi qu'un titre de Challenge Cup en 2021. En 2022, il joue durant deux saisons au sein d'Huddersfield, puis rejoint en 2024 l'unique club français présent en Super League les Dragons Catalans.
Demi de mêlée référence de Super League avec plus de 200 matchs disputés, capable également de jouer au poste de demi d'ouverture, il compte 15 sélections avec l'équipe de France, prenant part au titre de la Coupe d'Europe des nations en 2018, et disputant deux éditions de Coupe du monde en 2013 et 2017, cette dernière en tant que capitaine.

## Biographie
Issu d'une famille de joueurs de rugby à XIII, Theo Fages a un grand père, Christian Fages, ayant joué pour le XIII Catalan et le S.M. Pia dans les années 1960 et 1970, et un père, Pascal Fages, international français de rugby à XIII ayant disputé la Coupe du monde 1995 ayant fait toute sa carrière sportive au S.M. Pia dans les années 1980 et 1990. Ainsi, Théo suit leurs traces. Son frère, Maxime, est un joueur de rugby ayant évolué dans les deux codes, et a joué pour l'A.S. Carcassonne.
Formé au S.M. Pia, il s'expatrie à seize ans au centre de formation anglais de Salford City Reds pour ensuite devenir titulaire à seulement dix-huit ans en Super League au poste de demi de mêlée. Cette précocité lui permet d'être appelé en équipe de France pour disputer la Coupe du monde 2013.
Après trois saisons dans l'équipe première de Salford, Théo Fages signe pour quatre ans dans le prestigieux club de St-Helens. Il dispute fin 2015 la Coupe d'Europe des nations avec la France en y terminant deuxième.
Il est sélectionné pour la Coupe du monde 2017 avec la sélection française en tant que capitaine.

## Palmarès
- Collectif :
  - Vainqueur de la Coupe d'Europe : 2018 (France).
  - Vainqueur de la Super League : 2019, 2020 et 2021 (St Helens).
  - Vainqueur de la Challenge Cup : 2021 (St Helens).
  - Finaliste de la Challenge Cup : 2019 (St Helens) et 2022 (Huddersfield).

- Individuel :
  - XIII d'or 2019 (catégorie Joueur international de l'année)[1].

## Détails

### En sélection

#### Coupe du monde
A seulement dix-neuf ans, Théo Fages est retenu pour la Coupe du monde 2013. Sur les quatre rencontres, il en dispute deux, une en tant que remplaçant, la seconde au poste de demi d'ouverture au côté de Thomas Bosc. Il vit en revanche la Coupe du monde 2017 dans la peau d'un titulaire et y dispute les trois rencontres avec trois associations différentes : William Barthau, Rémy Marginet et Lucas Albert.
| Édition         | Rang               | Résultats France | Résultats Fages | Matchs Fages |
| --------------- | ------------------ | ---------------- | --------------- | ------------ |
| Angleterre 2013 | Quart-de-finaliste | 1 v, 0 n, 3 d    | 1 v, 0 n, 1 d   | 2/4          |
| Australie 2017  | 1er tour           | 0 v, 0 n, 3 d    | 0 v, 0 n, 3 d   | 3/3          |

Légende : v = victoire ; n = match nul ; d = défaite.

#### Détails en sélection
Depuis son intégration en équipe de France en 2013, Théo Fages a participé à toutes les campagnes de Coupe d'Europe ou de Coupe du monde.
| 1.  | 27 octobre 2013   | Papouas.-Nlle-Guinée | 9-8   | Coupe du monde | Demi de mêlée    | - | - | - | - |
| 2.  | 1er novembre 2013 | Nlle-Zélande         | 0-48  | Coupe du monde | Demi de mêlée    | - | - | - | - |
| 3.  | 18 octobre 2014   | Irlande              | 12-22 | Coupe d'Europe | Demi d'ouverture | - | - | - | - |
| 4.  | 25 octobre 2014   | pays de Galles       | 42-22 | Coupe d'Europe | Demi d'ouverture | 4 | 1 | - | - |
| 5.  | 31 octobre 2014   | Écosse               | 38-22 | Coupe d'Europe | Demi d'ouverture | - | - | - | - |
| 6.  | 17 octobre 2015   | Irlande              | 31-14 | Coupe d'Europe | Demi d'ouverture | 4 | 1 | - | - |
| 7.  | 30 octobre 2015   | pays de Galles       | 14-6  | Coupe d'Europe | Demi d'ouverture | - | - | - | - |
| 8.  | 13 octobre 2017   | Jamaïque             | 34-12 | Amical         | Demi d'ouverture | - | - | - | - |
| 9.  | 29 octobre 2017   | Liban                | 18-29 | Coupe du monde | Demi d'ouverture | - | - | - | - |
| 10. | 3 novembre 2017   | Australie            | 6-52  | Coupe du monde | Demi d'ouverture | - | - | - | - |
| 11. | 12 novembre 2017  | Angleterre           | 6-36  | Coupe du monde | Demi d'ouverture | - | - | - | - |
| 12. | 17 octobre 2018   | Angleterre           | 6-44  | Amical         | Demi d'ouverture | 4 | 1 | - | - |
| 13. | 27 octobre 2018   | pays de Galles       | 54-18 | Coupe d'Europe | Demi de mêlée    | - | - | - | - |
| 14. | 3 novembre 2018   | Irlande              | 24-10 | Coupe d'Europe | Demi de mêlée    | - | - | - | - |
| 15. | 10 novembre 2018  | Écosse               | 28-10 | Coupe d'Europe | Demi de mêlée    | 4 | 1 | - | - |
| 16. | 26 novembre 2024  | Pays de Galles       | 48-6  | Qualif. CM     | Demi de mêlée    | 4 | 1 | - | - |

### Statistiques
| Saison | Saison           | Championnat  | Championnat | Championnat | Championnat | Championnat | Championnat | Championnat | Coupe         | Coupe      | Coupe | Coupe | Coupe | Coupe | Coupe | Sélection | Sélection | Sélection | Sélection | Sélection | Sélection | Sélection |
| Saison | Saison           | Comp.        | Class.      | M           | Pts         | Ess.        | Buts        | Dp.         | Comp.         | Class.     | M     | Pts   | Ess.  | Buts  | Dp.   | Comp.     | M         | Pts       | Ess.      | Buts      | Dp.       |           |
| ------ | ---------------- | ------------ | ----------- | ----------- | ----------- | ----------- | ----------- | ----------- | ------------- | ---------- | ----- | ----- | ----- | ----- | ----- | --------- | --------- | --------- | --------- | --------- | --------- | --------- |
| 2013   | Salford          | Super League | 14e         | 24          | 20          | 5           | -           | -           | Challenge Cup | 1/8 finale | 1     | -     | -     | -     | -     | CM        | 2         | -         | -         | -         | -         |           |
| 2014   | Salford          | Super League | 10e         | 20          | 28          | 7           | -           | -           | Challenge Cup | 1/8 finale | 2     | 4     | 1     | -     | -     | CE        | 3         | 4         | 1         |           |           |           |
| 2015   | Salford          | Super League | 11e         | 19          | 28          | 5           | 4           | -           | Challenge Cup | 5e tour    | 1     | 4     | 1     | -     | -     |           | 2         | 4         | 1         |           |           |           |
| 2016   | St Helens        | Super League | 1/2 finale  | 17          | 28          | 7           | -           | -           | Challenge Cup | 1/8 finale | 1     | -     | -     | -     | -     |           |           |           |           |           |           |           |
| 2017   | St Helens        | Super League | 1/2 finale  | 29          | 32          | 8           | -           | -           | Challenge Cup | 1/8 finale | 1     | -     | -     | -     | -     | CM        | 4         | -         | -         | -         | -         |           |
| 2018   | St Helens        | Super League | 1/2 finale  | 28          | 24          | 6           | -           | -           | Challenge Cup | 1/2 finale | 3     | -     | -     | -     | -     | CE        | 4         | 8         | 2         | -         | -         |           |
| 2019   | St Helens        | Super League | Champion    | 24          | 28          | 7           | -           | -           | Challenge Cup | Finaliste  | 3     | 9     | 3     | -     | -     |           |           |           |           |           |           |           |
| 2020   | St Helens        | Super League | Champion    | 19          | 17          | 4           | -           | 1           | Challenge Cup | 1/4 finale | 1     | -     | -     | -     | -     |           |           |           |           |           |           |           |
| 2021   | St Helens        | Super League | Champion    | 10          | 9           | 2           | -           | 1           | Challenge Cup | Champion   | 4     | 10    | 2     | -     | 2     |           |           |           |           |           |           |           |
| 2022   | Huddersfield     | Super League | 1/4 finale  | 15          | 8           | 2           | -           | -           | Challenge Cup | Finaliste  | 2     | 1     | -     | -     | 1     |           |           |           |           |           |           |           |
| 2023   | Huddersfield     | Super League | 9e          | 7           | 4           | 1           | -           | -           | Challenge Cup | 1/8 finale | 1     | -     | -     | -     | -     |           |           |           |           |           |           |           |
| 2024   | Dragons Catalans | Super League | 7e          | 22          | 25          | 6           | -           | 1           | Challenge Cup | 1/4 finale | 2     | -     | -     | -     | -     |           | 1         | 4         | 1         | -         | -         |           |
| 2025   | Dragons Catalans | Super League |             |             |             |             |             |             | Challenge Cup | 1/2 finale | 3     | 4     | 1     | -     | -     |           |           |           |           |           |           |           |